# Крадене побачення
«Крадене побачення» (англ. Man Up) — романтична комедія 2015 року з Саймоном Пегг і Лейк Белл у головних ролях.

## Сюжет
Ненсі, 34-річна журналістка, вже майже зневірилися, що може влаштувати особисте життя, хоча її сестра Елейн заохочує її продовжувати спроби. Після чергового невдалого знайомства по дорозі до Лондона на святкування 40-річчя шлюбу своїх батьків, де вона має виступити з промовою, Ненсі у поїзді стикається з Джессікою, привабливою молодою жінкою, яка збирається на побачення наосліп, і нечемно реагує на її поради. Джессіка виходить з поїзда на лондонській станції, залишаючи свою книгу «Шість мільярдів людей і ти» з закладкою для Ненсі. Ненсі кидається за нею слідом, щоб повернути книгу, а її зупиняє Джек, побачення Джессіки наосліп. Через книгу Джек думає, що Ненсі — це Джессіка. Перш ніж Ненсі встигає пояснити ситуацію, Джек зачаровує її своїм безладним вступом. Вона імпульсивно прикидається Джессікою, не думаючи про наслідки.

## В ролях
| Актор               | Роль     |
| ------------------- | -------- |
| Саймон Пегг         | Джек     |
| Лейк Белл           | Ненсі    |
| Рорі Кіннір         | Шон      |
| Кен Стотт           | Берт     |
| Гаррієт Волтер      | Френ     |
| Шерон Горган        | Елейн    |
| Офелія Ловібонд     | Джессіка |
| Олівія Вільямс      | Гіларі   |
| Стівен Кемпбелл Мур | Ед       |
| Дін-Чарльз Чепмен   | Гаррі    |
| Фібі Воллер-Брідж   | Кейті    |
| Джон Бредлі-Вест    | Ендрю    |